# Cement

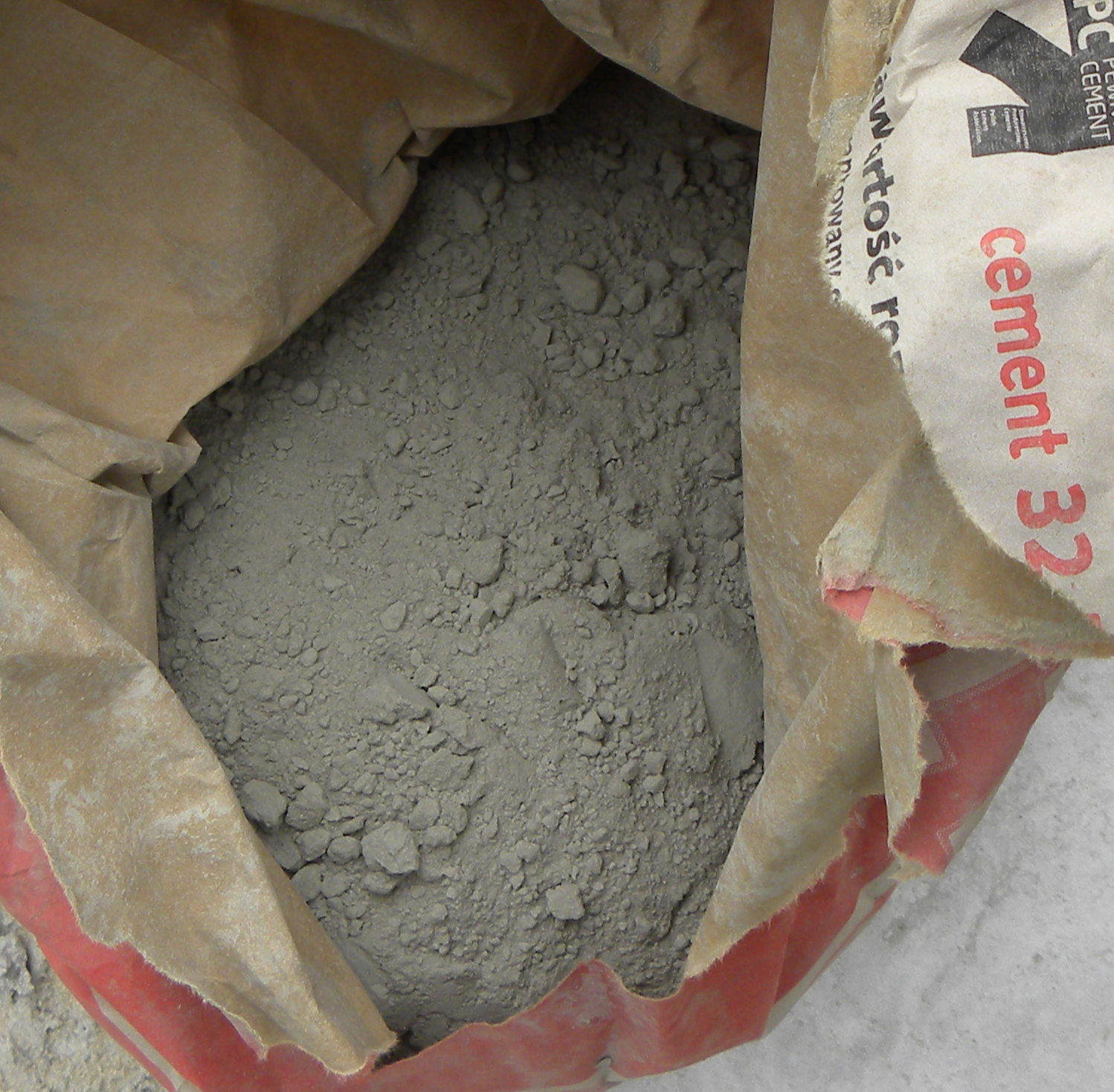
Cement

Produkcja cementu na świecie w 2011 r.

Cement – hydrauliczne spoiwo mineralne, otrzymywane w cementowniach z surowców mineralnych (margiel lub wapień i glina) wypalonych na klinkier w piecu cementowym, a następnie poprzez zmielenie otrzymanego spieku z gipsem, spełniającym rolę regulatora czasu wiązania. Stosowany jest do przygotowywania zapraw cementowych, cementowo-wapiennych i betonów. Wykorzystywany jest do łączenia materiałów budowlanych. Ze względu na skład i właściwości rozróżnia się dwie podstawowe grupy: cementy powszechnego użytku, oraz cementy specjalne. Wymagania i właściwości dla obu grup cementów w Polsce określają normy:
- PN-EN 197-1:2012 „Cement – Część 1: Skład, wymagania i kryteria zgodności dotyczące cementów powszechnego użytku”[1]
- PN-B-19707:2013 Cement, Cement specjalny – Skład, wymagania i kryteria zgodności[2]

## Podział
Rodzaje cementów powszechnego użytku:
- cement portlandzki (CEM I)
- cement portlandzki wieloskładnikowy (CEM II)
- cement hutniczy (CEM III)
- cement pucolanowy (CEM IV)
- cement wieloskładnikowy (CEM V)

oraz cementy specjalne, np. cement kwasoodporny (obecnie niestosowany), cement wiertniczy, ekspansywny.
Ze względu na sposób i szybkość wiązania i twardnienia wyróżnia się:
- cement ekspansywny,
- cement szybkotwardniejący,
- cement tamponażowy.

Są także inne spoiwa, które w swojej nazwie mają słowo cement:
- cement anhydrytowy, tzw. cement Keena, spoiwo powietrzne,
- spoiwo magnezjowe, tzw. cement Sorela, spoiwo powietrzne,
- wapno hydrauliczne, tzw. cement romański[3], będący spoiwem hydraulicznym, opatentowany w 1796 roku przez Josepha Parkera, wytwarzany poprzez wypalenie margla zawierającego składniki ilaste, podobny do wapna hydraulicznego (które powstaje poprzez wypalenie mieszaniny kredy i gliny).

## Zastosowanie
- CEM I – cement portlandzki czysty (bez dodatków), w 95-100% składa się z klinkieru portlandzkiego, który stosuje się  do wykonywania betonów wykorzystywanych przy konstrukcjach zbrojonych stropów, nadproży czy słupów. Charakteryzuje się wysokim ciepłem hydratyzacji, co sprawia, że może być wykorzystywany w niskich temperaturach. W okresie twardnienia wymaga częstego polewania wodą w celu utrzymania właściwej wilgotności.
- CEM II – cement portlandzki z dodatkami, zawierający oprócz klinkieru portlandzkiego inne składniki przekraczające 5% masy cementu. Cement ten główne zastosowanie znajduje w przygotowaniu zapraw murarskich i tynkarskich, oraz betonów podkładowych. Do wytwarzania zapraw i betonów barwionych wykorzystuje się cement portlandzki z dodatkami wapiennymi (L) lub (LL) o jasnej barwie.
- CEM III – cement hutniczy, jest materiałem otrzymywanym  przez drobne zmielenie klinkieru portlandzkiego i granulowanego żużla wielkopiecowego (nie mniej niż 36%), z dodatkiem siarczanu wapniowego. Z wyglądu przypomina cement portlandzki. Cement hutniczy stosuje się w szczególności do betonów narażonych na działanie siarczanów, gdyż wykazuje wysoką odporność na korozję siarczanową. Betony wykonane z cementu hutniczego w okresie twardnienia wymagają starannej pielęgnacji. Minimum przez 14 dni należy często i obficie polewać je wodą, aby nie dopuścić do wyschnięcia. Zbyt szybkie wysychanie może doprowadzić do znacznego obniżenia wytrzymałości cementu. Nie należy go używać w temperaturach poniżej 5 °C
- CEM IV – cement pucolanowy, dzięki swojemu składowi charakteryzuje się wysoką odpornością na niepożądany wpływ agresywnych środowisk (np. wody siarczanowe). Cement pucolanowy ze względu na podobne właściwości do cementu hutniczego znajduje zastosowanie w środowisku agresywnym oraz do produkcji zapraw i tynków stosowanych w dolnych partiach budynków.
- CEM V – cement wieloskładnikowy, składa się z 20-64% klinkieru i 18-50% granulowanego żużla wielkopiecowego, resztę stanowią inne dodatki. Ma szeroki zakres zastosowań. Wykorzystuje się go do produkcji betonu, różnego rodzaju zapraw, zaczynu i innych mieszanek dla budownictwa, oraz do produkcji wyrobów budowlanych[4].

## Produkcja

Schemat produkcji cementu

Produkcja cementu zaczyna się od rozdrobnienia wapienia w łamaczu (kruszarce) oraz oddzielenia od gliny niepożądanych zanieczyszczeń w szlamowniku (odstojniku). Tak przygotowane materiały zostają zmielone w młynie. Powstały w ten sposób „szlam” trafia do basenów szlamu, w których następuje wstępne suszenie, a następnie trafia do suszarni szlamu, gdzie odbywa się właściwe suszenie. Osuszony produkt kierowany jest do wypalenia w piecu cementowym, w wyniku czego powstaje klinkier cementowy. Produkt ten, po zmieszaniu z gipsem i dodatkami, zostaje zmielony dając ostateczny produkt – cement, który magazynowany jest w silosach.